# Беянський уряд
Беянський уряд (кит.: 中華民國) – був міжнародно визнаним урядом Республіки Китай між 1912 і 1928 роками, що базувався в Пекіні. В якому домінували генерали Беянської армії, що дало йому таку назву.
Генерал Бейяну Юань Шикай надав Сунь Ятсену військову підтримку, необхідну йому для повалення династії Цін і створення Республіки Китай у 1912 році. Завдяки своєму контролю над армією Юань швидко зміг домінувати в новій республіці. Хоча уряд і держава номінально перебували під цивільним контролем згідно з конституцією Республіки, Юань і його генерали фактично керували ними. Після смерті Юаня в 1916 році армія розділилася на різні угруповання воєначальників, які змагалися за владу, що призвело до періоду громадянської війни, який називають Епохою воєначальників. Тим не менш, уряд зберігав свою легітимність серед великих держав, отримавши дипломатичне визнання, іноземні позики та доступ до податкових і митних надходжень.
Його легітимність була серйозно поставлена під сумнів у 1917 році урядовим рухом Гоміндан Сунь Ятсена, який базувався в Гуанчжоу. Його наступник Чан Кайші переміг воєначальників Бейяну під час Північної експедиції між 1926 і 1928 роками та повалив фракції та уряд, фактично об’єднавши країну в 1928 році. Гоміньдан продовжив установку національного уряду в Нанкіні; Політичний порядок Китаю став однопартійним, а гоміньданівський уряд згодом отримав міжнародне визнання законним урядом Китаю.